# Aricoris incana
Aricoris incana is een vlindersoort uit de familie van de prachtvlinders (Riodinidae), onderfamilie Riodininae.
Aricoris incana werd in 1910 beschreven door Stichel.